# Prietenii lui Moș Crăciun
Prietenii lui Moș Crăciun (titlu original: The Search for Santa Paws) este un film de Crăciun americano-canadian din 2010 regizat de Robert Vince. Rolurile principale au fost interpretate de actorii Kaitlyn Maher,  Zachary Gordon și Mitchel Musso.

## Distribuție
- Kaitlyn Maher ca Quinn, tânăr orfan.
- Madison Pettis ca Willamina
- Richard Riehle ca Moș Crăciun
- Danny Woodburn ca Eli, șeful elfilor lui Moș Crărciun.
- Wendi McLendon-Covey - Ms. Stout
- G. Hannelius - Janie
- Michelle Creber - Taylor
- Melody B Choi - Mary
- Nicole Leduc - Meg
- John Ducey - James Hucklebuckle, soțul lui Kate Hucklebuckle.
- Bonnie Somerville - Kate Hucklebuckle, soția lui James Hucklebuckle.
- Chris Coppola - Augustus
- Jonathan Morgan Heit - Jimmy
- Patrika Darbo - Crăciuneasa.
- Pete Gardner - Franklin
- Bill Cobbs - Mr. Stewart

### Roluri de voce
- Zachary Gordon ca Puppy Paws și Mitchel Musso ca Santa Paws
- Richard Kind ca Eddy
- Jason Connery ca Haggis
- Christopher Massey ca Rasta
- Josh Flitter ca T-Money
- Diedrich Bader - Comet, unul din renii Moșului
- Michael Deyermond ca Dancer, unul din renii Moșului